# 陳祥燕
陳祥燕，1864年—？，字子封，一字翔翰，浙江慈谿縣（今浙江省寧波市慈城鎮）人，清朝政治人物、進士出身。
光緒十五年，登進士，同年五月，改翰林院庶吉士。光緒十六年四月，散館，著以部属用。光緒十八年，任江西饒州府德興縣知縣。